# Cătălina Ponor

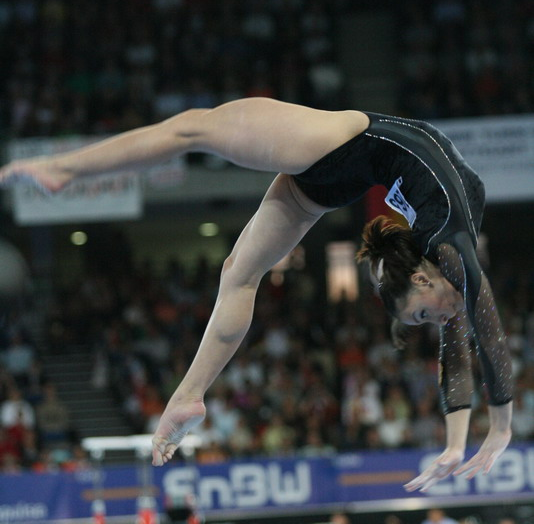
La Mondialele de la Stuttgart

Cătălina Ponor (n. 20 august 1987, Constanța, România) este o gimnastă română.

## Carieră
A început să practice gimnastica la Clubul Sportiv „Farul” din Constanța, sub îndrumarea antrenorilor Matei Stănei și Gabriela Dosoftei. În 2002, a fost selecționată la lotul național al României de antrenorii Octavian Bellu și Mariana Bitang. Cătălina Ponor a participat la Jocurile Olimpice 2004 din Atena, Grecia, în 2012 la Olimpiada de la Londra și în 2016 la Olimpiada de la Rio. La Atena a câștigat medalia de aur, ca membră în echipa română de gimnastică. De asemenea, ea a câștigat la aceeași olimpiadă medalii de aur la bârnă și sol. La Jocurile Olimpice de vară din 2016 a fost portdrapelul României la ceremonia de deschidere.
La Campionatul European de Gimnastică din 2017 Uniunea Europeană de Gimnastică a anunțat declasarea cu jumătate de punct a dificultății exercițiului de la sol, la câteva ore de la terminarea concursului, locul ei în finală fiind luat de nemțoaica Pauline Schaefer.
În 2025 ea a fost introdusă în International Gymnastics Hall of Fame.

## Medaliile Cătălinei Ponor
- 2003: Mondialele de la Anaheim: Argint la echipe, bârnă și sol
- 2004: Europenele de la Amsterdam: Aur la echipe, bârnă și sol
- 2004: Olimpiada de la Atena: Aur la echipe, bârnă și sol
- 2005: Europenele de la Debrecen: Aur la bârna
- Mondialele de la Melbourne: Bronz la bârna
- 2006: Europenele de la Volos: Argint la echipe, aur la bârna, bronz la sol
- 2007: Mondialele de la Stuttgart: Bronz la echipe
- 2012: Campionatele Europene de la Bruxelles: Aur la echipe, aur la bârnă și argint la sol
- 2012: Olimpiada de la Londra: Bronz la echipe, argint la sol
- 2017: Europenele de la Cluj: aur la bârnă

## Exercițiu

### Bârna
- 2002: urcare rondă flic; mostepanova; flic; salt cu deschidere; danilovă înainte; flic cu 3.60; cloș ghemuit; mustăcioară; cloș; stând pe mâini cu 360 de grade întoarcere călare pe bârnă; tur ghemuit; piruetă simplă; dublu echer
- 2003: urcare simplă; piruetă simplă; mostepanova; flic; salt pe un picior; cloș la cap; danilovă înainte; flic; flic pe o mână; cloș; flic cu 3.60; sărituri artistice; stând pe mâini cu 360; dublu echer inapoi
- 2004: urcare simplă; mostepanova; flic; flic pe o mână; salt pe un picior; cloș; flic cu 3.60; danilovă înainte; flic; salt înapoi echer; piruetă simplă; stând pe mâini cu 360 de grade întoarcere; țukahara
- 2006: Urcare din stând pe mâini; mostepanova; danilovă înainte; flic cu 3.60; flic; salt înapoi echer; mustăcioară; cloș; piruetă 7.2; cloș; stând pe mâini cu 360 de grade întoarcere; dublu echer înapoi
- 2007: Urcare din lateral; flic; salt înapoi întins aterizat pe ambele picioare; danilova laterală; mostepanova; danilova înainte; flic; salt pe un picior; mustăcioară; săritură artistică; pirueta 7.2; clos; flic cu 3.6; stând pe mâini cu 180 de grade întoarcere; dublu echer înapoi
- 2011: Urcare din lateral;salt cu deschidere;ronda flic-salt întins;piruetă dublă;mostepanova-flic-salt înapoi echer;sfoara-flic cu 3.60;danilova înainte-flic-salt pe un picior;împușcăcioara;sfoara;dublu echer

### Sol
- 2002: tur ghemuit; țukahara echer; ronda flic 900; săritură gogean; pirueta triplă; 1080; o pisică; dublu echer
- 2003: pirueta triplă-popa; țukahara echer; 900 salt înainte întins; 2 pisici; 1080; tur ghemuit; dublu echer
- 2004: pirueta triplă-popa; țukahara echer; 900 salt înainte întins; 2 pisici; tur ghemuit; 1080; dublu echer
- 2006: Piruetă triplă; țukahara echer înapoi; 900 salt înainte; pirueta cloș; cadet cu 3.60;șușonova; sărituri gogean-popa; cloș la cap; dublu echer
- 2007: Cadet cu 3.6; țukahara echer; 900 salt înainte întins; piruetă triplă; cloș la cap; săritură cu deschidere; dublu echer; cadet cu 3.6; mușcăcioară cu 180; șușunova
- 2011: pirueta triplă-popa;dublu întins;caciov-caciov-flic-țukahara echer;cadet cu 3.60;clos la cap;săritură cu deschidere;danilova înainte;1080
- 2012: dublu întins înțepenit, caciov, țukahara cu salt, 4 întoarceri, cloș la cap, 1080 întors

### Sărituri
- 2004: Yurcenko cu 2 șuruburi
- 2006: Yurcenko cu 1 șurub și jumătate
- 2007: Yurcenko cu 1 surub și jumătate
- 2011: Yurcenko cu 2 șuruburi

### Paralele
- 2004: stând pe mâini pe bara mică; roata-n talpi; trecere pe bara mare; îndreptare; iagăr în depărtat; gigantică cu 3.6; trecere pe bara mică; roată-n tălpi; trecere pe bara mare; îndreptare; dublu echer înapoi

### Melodii folosite la sol
- 2003 - Bronx Machine
- 2004 - Gia-Despina Vandi
- 2005 - Harem
- 2006 - Soundtrack din "The Truman Show"
- 2007 - Dark Angel-Edvin Marton
- 2011 - Rise-Safri Duo
- 2012 - Fever